# أنيت كيرلاخ
أنيت كيرلاخ (بالألمانية: Annette Gerlach) هي صحفية ومقدمة تلفزيونية ألمانية، ولدت في 16 أكتوبر 1964 في برلين في ألمانيا.

## وصلات خارجية
- أنيت كيرلاخ على موقع IMDb (الإنجليزية)